# Kozjuun
Een kozjuun (Russisch en Toevaans: кожуун; ook Kozjoe'oen) is een gemeentelijk district in de Russische autonome republiek Toeva. Toeva is nu onderverdeeld in 17 kozjuuns. De etnisch Toevaanse naam kozjuun stamt uit de 17e eeuw, toen het gebied nog onder het bestuur van de Chinese Qing-dynastie viel. De naam was toen chosjoen (хошун).